# L'Amour de rien
L'Amour de rien est un roman de Jacques Perry publié en 1952 aux éditions Julliard et ayant reçu le prix Renaudot la même année.

## Éditions
- L'Amour de rien, éditions Julliard, 1952.